# Sigurd Dæhli
Sigurd Dæhli (* 1953) ist ein ehemaliger norwegischer Orientierungsläufer und Ski-Orientierungsläufer.
Dæhli wurde 1977 in Joensuu vor dem Schweden Rolf Pettersson Nordischer Meister im Orientierungslauf. In der ersten norwegischen Staffel mit Eystein Weltzien, Egil Johansen und Svein Jacobsen gewann er die Silbermedaille. 1979 wurde er bei den ersten offiziellen norwegischen Meisterschaften im Nacht-Orientierungslauf Erster. 1980 und 1982 gelang der norwegischen Staffel jeweils der Sieg bei den Nordischen Meisterschaften. Im Ski-Orientierungslauf ging Dæhli bei den Weltmeisterschaften 1982 in Österreich an den Start und wurde dabei im Einzel Dritter hinter den Finnen Olavi Svanberg und Pertti Tikka. Mit der Staffel holte er zusammen mit Finn Kinneberg, Tore Sagvolden und Morten Berglia Silber hinter Schweden. Auch bei den kommenden zwei Weltmeisterschaften im Ski-Orientierungslauf erreichte Norwegen mit Dæhli das Podest, 1986 in Bulgarien gewann die Staffel mit Sigurd Dæhli, Lars Lystad, Audun Knutsen und Vidar Benjaminsen Gold.
Auch im fortgeschrittenen Alter nahm und nimmt Dæhli weiterhin an Orientierungslauf-Wettkämpfen teil und gewann auch bereits einige Male den Weltmeistertitel bei den Veteranen. Sein 1987 geborener Sohn Magne Dæhli startet ebenfalls an Orientierungswettbewerben und gewann bereits mit der norwegischen Juniorenstaffel einen Weltmeistertitel.

## Platzierungen

### Orientierungslauf
| 1977 |     |    |  | 1.    | 2. |  |  |  |  |
| 1978 | 15. |    |  |       |    |  |  |  |  |
| 1979 |     |    |  |       |    |  |  |  |  |
| 1980 |     |    |  | 8.    | 1. |  |  |  |  |
| 1981 |     | 1. |  |       |    |  |  |  |  |
| 1982 |     |    |  | disq. | 1. |  |  |  |  |
| 1983 | 3.  |    |  |       |    |  |  |  |  |
| 1984 |     |    |  | 23.   | 2. |  |  |  |  |
| Erklärung: OWC = Gesamt-Weltcup / Sp = Sprint , KD = Kurzdistanz, MD = Mitteldistanz, LD = Langdistanz, Kl = Klassische Distanz, E = Einzelwettbewerb , St = Staffel, N = Nacht-OL |     |    |  |       |    |  |  |  |  |

### Ski-Orientierungslauf
Weltmeisterschaften:
- 1982: 3. Platz Einzel, 2. Platz Staffel (mit Finn Kinneberg, Tore Sagvolden und Morten Berglia)
- 1984: ?. Platz Einzel, 3. Platz Staffel (mit Finn Kinneberg, Morten Berglia und Vidar Benjaminsen)
- 1986: ?. Platz Einzel, 1. Platz Staffel (mit Lars Lystad, Audun Knutsen und Vidar Benjaminsen)